# Meteorologická věž Libuš
Meteorologická věž Libuš (nazývaná i s přilehlým areálem také  libušská observatoř či Observatoř Libuš) je bývalý meteorologický radar v Praze 4, Kamýku, patřící Českému hydrometeorologickému ústavu. Šedesátimetrová stavba byla postavena mezi roky 1973 až 1979 dle návrhu českého architekta Karla Hubáčka. Nachází se ve výšce 295 m n. m., vrchol tedy ve výšce 355 m n. m. a je tak viditelným orientačním bodem. Jmenuje se podle pražské čtvrti Libuš, přestože v roce 1988 bylo toto území z Libuše vyčleněno do nově vytvořené čtvrti Kamýk.
Roku 1969 byl v budově instalován radar TESLA RM-2 a od roku 1971 sloužil pro pravidelná manuální měření. Do věže byl instalován sovětský radar MRL-2 roku 1979. Mezi roky 1979 až 2000 sloužila věž jako meteorologický radar k sledování především srážek, ale také oblačnosti a dalších meteorologických cílů. Digitalizace byla v Praze-Libuši dokončena v roce 1992. Po výstavbě sídlišť v okolí (především sídliště Libuš) bylo ale pozorování znemožněno. Začátkem 21. století ji nahradila nová meteorologická věž Brdy.
Po ukončení měření začali věž využívat především mobilní operátoři – mají zde základnové stanice pro přenos dat z mobilních telefonů.